# Bryan Labissiere
Bryan Labissiere, né le 11 février 1997 à Paris, est un footballeur international haïtien. Il évolue au poste de milieu offensif à l'US Thionville Lusitanos.

## Biographie
Après avoir débuté le football à Romainville puis au FC Les Lilas, il rejoint le centre de formation du Paris Saint-Germain en 2010, à l'âge de 13 ans. Il fait partie, aux côtés de Christopher Nkunku, Jean-Kévin Augustin ou Fodé Ballo-Touré, d'une génération qui remportera le championnat de France U19 en 2016 et qui atteindra la finale de la Youth League la même année.
L'année suivante, il évolue avec l'équipe réserve du Paris Saint-Germain et participe à quelques entrainements avec les pro. Non utilisé par Unai Emery, il est libéré en fin de saison. À la suite de cela il jouera brièvement pour le SO Romorantin puis l'US Saint-Malo avant de réjoindre l'équipe réserve de l'En avant Guingamp.
Bien que n'ayant pas encore évolué à un niveau supérieur à celui du National 2, il est convoqué par Marc Collat en équipe nationale d'Haïti. Il fait ses débuts internationaux face à l'Argentine de Lionel Messi le 29 Mai 2018.